# 나탈리 그레고리
내털리 그레고리(Natalie Gregory, 1975년 10월 20일 ~ )는 미국의 배우, 성우이다.

## 출연 작품

### 영화
- 스트레인저 온 마이 랜드 (1988, Stranger on My Land)
- 올리버와 친구들 (1988) - 목소리

### 텔레비전
- 프레스노 (1986, Fresno)